# Debelost
Debelost je zdravstveno stanje, pri katerem se je presežek telesne maščobe nakopičil do tolikšne mere, da bi lahko imel negativen učinek na zdravje, ki vodi do zmanjšane pričakovane življenjske dobe in povečanih težav z zdravjem.  Ljudje se štejejo kot debeli, če njihov indeks telesne mase (ITM – razmerje med maso v kg in kvadratom telesne višine v m) presega 30 kg/m2.
Debelost povečuje verjetnost raznih bolezni, zlasti bolezni srca, sladkorne bolezni tipa 2, obstruktivne apneje med spanjem, nekaterih vrst raka in osteoartritisa. Debelost je najpogosteje posledica kombinacije prevelike količine užite hrane, pomanjkanja telesne dejavnosti in genetske dovzetnosti, čeprav obstajajo primeri, katerih vzrok so predvsem genetske in endokrine motnje, zdravila ali duševne motnje. Dokazi za teorijo, da nekateri debeli ljudje jedo sicer malo, vendar se redijo zaradi počasne presnove, so omejeni; v povprečju potrebujejo debeli ljudje več energije kot suhi, saj jo potrebujejo za ohranjevanje zvišane telesne mase.
Dieta in telesna aktivnost sta stebra pri zdravljenju debelosti. Kakovost prehrane je mogoče izboljšati tako, da se zmanjša uživanje energijsko bogatih živil, kot so živila z visoko vsebnostjo maščob in sladkorjev, in da se poveča uživanje vlaknin v prehrani. Debeli ljudje lahko jemljejo zdravila proti debelosti, ki v kombinaciji z ustreznejšo prehrano zmanjšajo apetit in absorpcijo maščob. Če prehrana, telesna dejavnost in zdravila ne učinkujejo, lahko balon v želodcu pomaga pri izgubi teže, lahko se opravi bariatrična kirurgija, s katero se zmanjša prostornina želodca in/ali dolžina črevesja, tako da je prizadeta oseba hitreje sita in tako zmanjša možnost, da telo iz hrane absorbira hranilne snovi.
Debelost je vodilni preprečljivi vzrok smrti po vsem svetu, njena razširjenost pri odraslih in otrocih se povečuje (zadnji podatki za Slovenijo iz leta 2013 sicer kažejo na stabilizacijo odstotka, zlasti pri otrocih). Za zdravstvene organe je eden najresnejših javnozdravstvenih problemov 21. stoletja. Debelost je dandanes v veliki meri stigmatizirana (predvsem v zahodnem svetu), čeprav je nekdaj predstavljala, v nekaterih delih sveta pa še vedno predstavlja, simbol bogastva in plodnosti. Leta 2013 je Ameriško zdravstveno združenje debelost razvrstilo med bolezni.

## Razvrstitev
Debelost je zdravstveno stanje, pri katerem je presežek telesne maščobe dosegel mero, ki lahko škodljivo vpliva na zdravje. Opredeljena je z indeksom telesne mase (ITM) in se dodatno ocenjuje na osnovi porazdelitve maščobe glede na razmerje pas-boki ter na osnovi dejavnikov tveganja za srčno-žilna obolenja. ITM je tesno povezan tako z odstotkom kot tudi s skupno količino telesne maščobe.
Pri otrocih je zdrava telesna masa odvisna od starosti in spola. Debelosti pri otrocih in mladostnikih se ne določa v absolutnem smislu, temveč glede na zgodovinsko normalno skupino, tako da se jo jemlje kot ITM nad 95. percentilom. Referenčni podatki, na katerih temeljijo ti percentili, izvirajo iz obdobja od 1963 do 1994, tako da povečevanje teže v zadnjem času na referenčno vrednost ne vpliva.
| ITM       | Razvrstitev         |
| --------- | ------------------- |
| < 18.5    | teža pod normalo    |
| 18,5–24,9 | normalna teža       |
| 25,0–29,9 | zvišana teža        |
| 30,0–34,9 | debelost razred I   |
| 35,0–39,9 | debelost razred II  |
| ≥ 40,0    | debelost razred III |

ITM je opredeljena kot masa osebe, deljeno s kvadratom njene višine, v enotah kilogramov na kvadratni meter:
| {\displaystyle \mathrm {ITM} } | {\displaystyle ={\frac {{\text{masa}}({\text{kg}})}{\left({\text{višina}}({\text{m}})\right)^{2}}}} |

Najpogosteje se uporabljajo definicije, ki jih je leta 1997 določila in leta 2000 objavila Svetovna zdravstvena organizacija (SZO), za katere veljajo vrednosti v preglednici na desni strani.
Nekatere ustanove so definicije SZO delno prilagodile po svoje. Kirurška literatura deli »razred III« debelosti v dodatne kategorije, za katere pa so vrednosti še vedno sporne.
- ITM ≥ 35 ali 40: huda debelost
- ITM ≥ 35 s problemi z zdravjem zaradi debelosti ali pa ITM ≥ 40–44,9: morbidna debelost
- ITM ≥ 45 ali 50: skrajna debelost

Glede na to, da prebivalstvo Azije razvija negativne posledice za zdravje pri nižjem ITM kot pri belcih, so nekateri narodi debelost opredelili na novo; na Japonskem pomeni debelost, če je ITM nad 25. Kitajska pa kot debelost uporablja ITM nad 28.

## Učinki na zdravje
Prekomerno telesno maso povezujejo z različnimi boleznimi, predvsem z boleznimi srca in ožilja, sladkorno boleznijo tipa 2, obstruktivno apnejo med spanjem, nekaterimi vrstami raka, osteoartritisom  in astmo. Posledično je bilo ugotovljeno, da debelost skrajšuje življenjsko dobo.

### Smrtnost
Debelost je eden od vodilnih preprečljivih vzrokov smrti po vsem svetu. Obsežne ameriške in evropske študije so pokazale, da je tveganje umrljivosti najnižje pri ITM 20–25 kg/m2 pri nekadilcih in pri 24–27 kg/m2 pri ljudeh, ki trenutno kadijo, tveganje pa se povečuje s spremembami v obe smeri. ITM nad 32 kg/m2 so povezali pri ženskah s podvojeno umrljivostjo med 16-letnim obdobjem. Za ZDA ocenjujejo, da je debelost vzrok za 111.909 do 365.000 smrti na leto, medtem ko v Evropi odvečni teži pripisujejo 1 milijon (7,7 %) smrti. V povprečju debelost zmanjšuje pričakovano življenjsko dobo za šest do sedem let, ITM med 30 in 35 kg/m2 zmanjšuje pričakovano življenjsko dobo za dve do štiri leta, huda debelost (ITM>40 kg/m2), pa pričakovano življenjsko dobo zmanjšuje za deset let.

### Obolevnost
Debelost povečuje tveganje za številne telesne in duševne težave. Ta soobolenja se najbolj pogosto kažejo kot presnovni sindrom, (kombinacija sladkorne bolezni tipa 2, visokega krvnega tlaka, visokega krvnega holesterola in visoke ravni trigliceridov).
Zaplete debelost povzroča neposredno ali pa posredno preko mehanizmov s skupnim vzrokom, kot je na primer slaba prehrana ali življenjski slog brez gibanja. Moč povezave med debelostjo in konkretnimi problemi je različna. Med najmočnejšimi je povezava s sladkorno boleznijo tipa 2. Odvečna telesna maščoba je vzrok za 64 % primerov sladkorne bolezni pri moških in 77 % primerov pri ženskah.
Zdravstvene posledice delimo v dve veliki skupini: na posledice, ki je pripisujejo učinkom povečane maščobne mase (osteoartritis, obstruktivna apneja v spanju, socialna stigmatizacija), in na posledice zaradi povečanega števila maščobnih celic (sladkorna bolezen, rak, bolezni srca in ožilja, nealkoholne maščobne bolezni jeter). Porast telesne maščobe spreminja odziv organizma na inzulin, kar lahko privede do odpornosti proti inzulinu. Nabiranje maščobe vodi tudi do vnetnega in protrombotičnega stanja.
| Zdravstveno področje                      | Stanje | Zdravstveno področje     | Stanje |
| ----------------------------------------- | --- | ------------------------ | --- |
| Kardiologija                              | - ishemična bolezen srca: angina pektoris in miokardni infarkt - srčno popuščanje - visok krvni tlak - nenormalne ravni holesterola - globoka venska tromboza in pljučna embolija | dermatologija            | - strije - acanthosis nigricans - limfedem - celulitis - hirzutizem - intertrigo |
| Endokrinologija in reproduktivna medicina | - sladkorna bolezen - sindrom policističnih jajčnikov - menstrualne motnje - neplodnost - zapleti med nosečnostjo - porodne okvare - mrtvorojenost                                | bolezni prebavil         | - gastroezofagealni refluks - zamaščenje jeter - holelitiaza (žolčni kamni) |
| Nevrologija                               | - možganska kap - meralgia paresthetica - migrena - sindrom karpalnega kanala - demenca - idiopatska intrakranialna hipertenzija - multipla skleroza                              | onkologija               | - rak dojke, rak jajčnikov - rak požiralnika, rak debelega črevesa - jetrni rak, rak trebušne slinavke - rak žolčnika, rak želodca - rak endometrija, rak materničnega vratu - rak prostate, rak ledvic - ne-Hodgkinov limfom, multipli mielom |
| Psihiatrija                               | - depresija pri ženskah - družbena stigmatizacija | pulmologija              | - obstruktivna apneja v spanju - hiperventilacijski sindrom pri debelosti - astma - povečanje zapletov med splošno anestezijo |
| Revmatologija in ortopedija               | - protin - slaba mobilnost - osteoartritis - bolečina v križu | urologija in nefrologija | - erektilna disfunkcija - inkontinenca - kronična ledvična odpoved - hipogonadizem - zakopan penis |

### Paradoks preživetja
Čeprav so negativne zdravstvene posledice debelosti v splošni populaciji dobro podprte z dostopnimi dokazi, zdravstveni rezultati v nekaterih podskupinah kažejo, da se stanje s povečanim ITM izboljša (fenomen, znan kot »paradoks preživetja zaradi debelosti«). Paradoks so prvič opisali leta 1999 pri pretežkih in debelih pacientih na hemodializi in so ga kasneje ugotovili tudi pri osebah z odpovedjo srca in periferno arterijsko okluzivno boleznijo (PAOB).
Bolniki z odpovedjo srca z ITM med 30,0 in 34,9 so imeli nižjo smrtnost kot osebe z normalno telesno težo. To se pripisuje dejstvu, da ljudje, ko se jim stanje slabša, pogosto izgubljajo težo. Podobne rezultate so dobili tudi pri drugih vrstah bolezni srca. Ljudje z debelostjo razreda I in obolelim srcem nimajo več dodatnih težav s srcem kot ljudje z normalno težo in obolelim srcem. Pri ljudeh z višjimi nivoji debelosti pa se tveganje za nadaljnje kardiovaskularne pripetljaje poveča. Tudi pri premostitvenih operacijah na srcu debelih in prekomerno težkih bolnikov ni opaziti povečane umrljivosti. Ena od raziskav je ugotovila, da je razlog za ugodnejše preživetje mogoče bolj agresivno zdravljenje, ki so ga debeli ljudi deležni ob bolezni srca. Druga raziskava je ugotovila, da od debelosti ni koristi, če se pri bolnikih z obolenjem perifernih arterij upošteva kronična obstruktivna pljučna bolezen (KOPB).

## Vzroki
Na osebni ravni posameznika obstaja mnenje, da je mogoče večino primerov debelosti pojasniti kot posledico pretiranega vnosa energije s hrano, ki se mu pridružuje pomanjkanje telesne dejavnosti. Omejeno število primerov ima vzroke v genetiki, zdravstvenem ozadju, ali duševni motnji. Drugače kot v teh izjemnih primerih se za porast debelosti v družbi čuti, da je vzrok zanjo v lahko dostopni in okusni prehrani, povečani odvisnosti od avtomobilov in mehanizirani proizvodnji.
Pregledni članek iz leta 2006 je zbral deset drugih možnih vzrokov za aktualno povečevanje števila debelih:
1. premalo spanja,
2. endokrine motnje (okoljska onesnažila, ki vplivajo na presnovo lipidov),
3. zmanjšana variabilnost temperature okolja,
4. zmanjšanje razširjenosti kajenja, saj kajenje zavira apetit,
5. večja uporaba zdravil, ki lahko zvišajo telesno maso (npr. atipični antipsihotiki),
6. sorazmeren porast številčnosti etničnih in starostnih skupin, za pripadnike katerih je značilna višja telesna masa,
7. nosečnost v kasnejši starosti (ki lahko povzroči nagnjenost k debelosti pri otrocih),
8. epigenetski dejavniki tveganja, ki se dedujejo,
9. naravni izbor za višji ITM,
10. križanje ljudi z enakimi potezami, kar povečuje koncentracijo faktorjev tveganja za debelost (večja varianca mase v populacija povečuje število debelih ljudi).[71]

Čeprav obstajajo tehtni dokazi o vplivu teh mehanizmov na večjo razširjenost debelosti, dokazi še vedno niso zadostni, avtorji pa menijo, da so verjetno manj vplivni od mehanizmov, obravnavanih v prejšnjem odstavku.

### Prehrana
| ni podatkov <1600 1600–1800 1800–2000 2000–2200 2200–2400 2400–2600 | 2600–2800 2800–3000 3000–3200 3200–3400 3400–3600 >3600 |

Količina energije v hrani na posamezno osebo se med regijami in državami močno razlikuje. Je tudi bistveno drugačna od tiste v preteklosti. Od leta 1970 do konca 1990 se je povprečje kalorij na osebo na dan (količina kupljene hrane) razen v vzhodni Evropi povečala v vseh delih sveta. Združene države Amerike so bile na prvem mestu s 3654 kalorijami na prebivalca v letu 1996. Ta številka se je v letu 2003 še povečala, in sicer na 3754. Konec devetdesetih so Evropejci zaužili 3394, prebivalci območij v razvoju v Aziji 2648 in ljudje v podsaharski Afriki 2176 kalorij na osebo na dan.  Za skupno porabo kalorij je bilo ugotovljeno, da je povezana z debelostjo.
Široka razpoložljivost in dostopnost smernic za prehranjevanje je pri reševanju problemov zaradi prevelike ješčnosti in zaradi slabe izbire prehrane le malo zalegla. Med letoma 1971 in 2000 je stopnja debelosti v ZDA od 14,5 % porasla na 30,9 %. V istem obdobju se je povečala tudi povprečna količina energije, zaužite s hrano. Pri ženskah je povprečna porast znašala 335 kalorij na dan (1542 kalorij leta 1971 in 1877 kalorij v letu 2004), medtem ko je bila pri moških povprečna porast 168 kalorij na dan (2450 kalorij leta 1971 in 2618 kalorij v letu 2004). Večina te dodatne energije v hrani je posledica povečanega uživanja ogljikovih hidratov in ne maščob. Primarni viri teh dodatnih ogljikovih hidratov so sladkane pijače, ki pri mladih odraslih Američanih predstavljajo 25 odstotkov energije v užiti hrani, in čipsi. Uživanje sladkanih pijač je verjeten vzrok za vse pogostejšo debelost.
Ko se prebivalstvo čedalje bolj zanaša na z energijo nabite obilne obede in na obroke v obliki hitre hrane, postaja povezava med hitrim prehranjevanjem ljudi in njihovo debelostjo vse bolj zaskrbljujoča.  V ZDA se je med 1977 in 1995 število obrokov hitre hrane potrojilo, količina energije v teh obrokih pa početverila.
Agrarna politika in kmetijske tehnologije so v ZDA in Evropi privedle do nižjih cen hrane. V Združenih državah Amerike je subvencioniranje koruze, soje, pšenice in riža na osnovi Zakona o kmetijstvu ZDA povzročilo, da so glavni viri predelane hrane poceni v primerjavi s sadjem in zelenjavo. Zakonski predpisi o obveznem navajanju kalorij in o oznakah s podatki o izdelku predstavljajo poskus usmeriti ljudi k bolj zdravi hrani in jim omogočiti, da se zavejo, koliko kalorij porabijo.
Debeli ljudje vedno poročajo, da užijejo manj hrane kot ljudje z normalno težo. Te ugotovite podpirajo tako testi, ki so jih izvedli v kalorimetričnem prostoru, kot tudi neposredna opazovanja.

### Sedeči način življenja
Sedeči način življenja igra pomembno vlogo pri debelosti. Po vsem svetu je prišlo do velikega premika v smeri fizično manj zahtevnih del. Posledično trenutno vsaj 30 % svetovnega prebivalstva telesno ni zadosti aktivno. To je predvsem posledica povečane uporabe mehaniziranih prometnih sredstev in vse večja razširjenost za delo varčnih tehnologij doma. Pri otrocih se zdi, da do znižanja stopnje telesne aktivnosti prihaja zaradi zmanjšanega obsega hoje in telesne vzgoje. Svetovni trendi, kar se aktivno preživetega prostega časa in telesne dejavnosti tiče, so manj jasni. Svetovna zdravstvena organizacija poudarja, da se ljudje po vsem svetu vse manj aktivno rekreirajo, študija s Finske pa je ugotovila povečanje; študija iz Združenih držav Amerike pa je ugotovila, da se obseg telesnih dejavnosti med prostim časom ni bistveno spremenil.
Tako pri otrocih kot pri odraslih obstaja povezava med časom gledanja televizije in tveganjem za debelost.  Pregledna raziskava je pri 63 od 73 študij (86 %) našla povečano stopnjo debelosti pri otrocih s povečano izpostavljenostjo medijem, pri tem se je raven debelosti sorazmerno povečala v odvisnosti od časa, ki so ga otroci preživeli pred televizijo.

### Genetika
Kot veliko drugih obolenj je tudi debelost posledica medsebojnega vpliva genetskih in okoljskih dejavnikov. Polimorfizmi v različnih genih, ki nadzorujejo apetit in metabolizem, povzročijo nagnjenost k debelosti, ko je v hrani na voljo dovolj energije. Že leta 2006 so v človeškem genomu odkrili več kot 41 območij, ki so v ustreznem okolju povezana z razvojem debelosti. Za ljudi z dvema kopijama gena FTO (gena, ki je povezan z maščobno maso in debelostjo) so ugotovili, da v povprečju tehtajo 3–4 kg več od ljudi brez tveganega alela in da imajo 1,67-krat večje tveganje za debelost. Delež debelosti, ki ga je pripisati genetskim dejavnikom, glede na populacijo pregledanih variira med 6 in 85 %.
Debelost je glavna značilnost več sindromov, kot so Prader-Willi, Bardet-Biedl, Cohenov sindrom in MOMO. Izraz »nesindromska debelost« se včasih uporablja v primerih, kjer so ti pogoji izključeni. 7 % ljudi z zgodnjim nastopom hude debelosti (debelost, do katere pride pred 10. letom in kjer je indeks telesne mase več kot tri standardne odklone nad normalo) ima enotočkovno mutacijo DNK.
Študije, ki so se usmerile na dedne vzorce in ne na specifične gene, so ugotovile, da je med otroci, katerih oba starša sta bila debela, debelih 80 %, v nasprotju z manj kot 10 % debelih otrok s starši normalne teže.
Hipoteza o varčnem genu predpostavlja, da so ljudje zaradi pomanjkanja hrane med evolucijo nagnjeni k debelosti. Njihova sposobnost izkoristiti redka obdobja obilja in energijo shraniti v obliki maščobe bi lahko bila koristna v obdobjih, ko hrana ni vedno enako obilna, tako da so posamezniki z večjo zalogo maščobe bolj verjetno preživeli čase lakote. Ta težnja shranjevanja maščob pa bi v družbah s stabilno oskrbo s hrano bila znak neprilagojenosti. Teorija je bila deležna različnih kritik, obstajajo tudi druge teorije na evolucijski osnovi, kot so hipoteza drsečega gena in hipoteza varčnega fenotipa.

### Druge bolezni
Nekatere telesne in duševne bolezni ter farmacevtske snovi, ki se uporabljajo za zdravljenje, lahko nagnjenost k debelosti povečajo. Med boleznimi, ki povečujejo tveganje za debelost, je nekaj redkih genetskih sindromov, kot tudi nekatere prirojene ali pridobljene bolezni: hipotiroidizem, Cushingov sindrom, insuficienca rastnega hormona in motnje prehranjevanja: kompulzivna motnja hranjenja in sindrom nočnega prehranjevanja. Vendar pa debelost ne velja za psihiatrično motnjo in zato v DSM-IVR ni navedena kot duševna bolezen. Nagnjenost k prekomerni telesni teži in debelosti je pri bolnikih s psihiatričnimi motnjami višja kot pri osebah brez njih.
Nekatera zdravila lahko povzročijo povečanje teže ali spremembe v telesni sestavi. To so med drugim insulin, sulfonilsečnine, tiazolidindioni, atipični antipsihotiki, antidepresivi, glukokortikoidi, določeni antikonvulzivi (fenitoin in valproat), pizotifen ter nekatere oblike hormonske kontracepcije.

### Družbeni dejavniki
Čeprav so za razumevanje debelosti genetski vplivi pomembni, z njimi ni mogoče pojasniti trenutnega dramatična naraščanja debelosti v posameznih državah ali po svetu. Čeprav velja kot dokazano, da presežek zaužite energije na individualni osnovi vodi k debelosti, se o vzrokih za premike v teh dveh dejavnikih na nivoju družbe veliko razpravlja. Obstajajo številne teorije, vendar pa je najverjetnejši vzrok kombinacija različnih dejavnikov.
Korelacija med družbenim razredom in ITM se po svetu razlikuje. Pregledna študija leta 1989 je pokazala, da je za ženske v visokem družbenem razredu v razvitih državah debelost manj verjetna. Pri moških iz različnih družbenih razredov ni bilo opaziti velikih razlik. V državah v razvoju so imele ženske, moški in otroci iz visokih družbenih razredov višje stopnje debelosti. Posodobitev tega pregleda iz leta 2007 je ugotovila enake, a šibkejše povezave. Po mnenju avtorjev je zmanjšana korelacija posledica vplivov globalizacije. V razvitih državah sta stopnja debelosti odraslih in odstotek najstniških otrok s prekomerno telesno težo povezana z ekonomsko neenakostjo. Podobno razmerje je videti med ameriškimi zveznimi državami: vse več odraslih, tudi v višjih družbenih razredih v bolj neenakopravnih državah, je debelih.
Za povezavo med ITM in družbenim statusom obstaja veliko razlag. Mnenje je, da si premožni v razvitih državah lahko privoščijo hranljivejšo hrano, da so pod večjim pritiskom okolja, da ostanejo vitki, in da imajo več možnosti ter tudi večja pričakovanja za telesno pripravljenost. Za nerazvite države menijo, da so med dejavniki, ki vplivajo na opazovane vzorce, možnost privoščiti si hrano, visoka poraba energije zaradi fizičnega dela in pa kulturne vrednote, ki spodbujajo večjo telesno velikost. Odnos do telesne mase, ki ga imajo ljudje med svojim življenjem, lahko prav tako igra vlogo pri pojavu debelosti. Ugotovljena je korelacija v spremembah ITM v času med prijatelji, brati in sestrami ter zakonci. Kaže, da stres in občutek nizkega socialnega statusa povečata nagnjenost k debelosti.
Kajenje ima pomemben vpliv na posameznikovo težo. Ljudje, ki nehajo kaditi, se v roku desetih let zredijo povprečno za 4,4 kg (moški) oziroma 5,0 kg (ženske). Vendar pa so spremembe v pogostnosti kajenja za zdaj imele le malo vpliva na splošno raven debelosti.
V Združenih državah Amerike je število otrok, ki jih prizadeta oseba ima, povezano z njeno nagnjenostjo k debelosti. Pri ženskah se tveganje poveča za 7 %, pri moških pa za 4 % na otroka. To je mogoče delno pojasniti z dejstvom, da vzdrževanje otrok in skrb zanje zmanjšuje telesno aktivnost staršev na Zahodu.
V državah v razvoju urbanizacija igra vlogo pri vse bolj pogosti debelosti. Na Kitajskem je stopnja debelosti pod 5 %, vendar v nekaterih mestih presega 20 %. Podhranjenost v zgodnjem življenju verjetno igra pomembno vlogo pri naraščanju debelosti v teh okoljih. Endokrine spremembe, do katerih pride v časih podhranjenosti, lahko spodbujajo skladiščenje maščobe med obdobji, ko je na voljo več energije v obliki hrane.
Skladno s kognitivnimi epidemiološkimi podatki številne študije potrjujejo, da je debelost povezana s kognitivnimi funkcijami. Ali debelost povzroča kognitivne primanjkljaje ali obratno, za zdaj ni jasno.

### Kužni dejavniki
Raziskave o vplivu patogenov na presnovo so še vedno v povojih. Za črevesno mikrofloro je dokazano, da je pri suhih in debelih ljudeh različna. Obstajajo znaki, da lahko črevesna flora pri debelih in suhih osebah vpliva na presnovne možnosti. Kaže, da ta očitna sprememba v zmožnostih presnove omogoča večjo zmogljivost za izkoriščanje energije in tako prispeva k debelosti. Ali so te razlike neposredni vzrok za debelost ali pa njena posledica, je še odprto vprašanje.
Pri ljudeh in pri več živalskih vrstah so ugotovili zvezo med virusi in debelostjo. Kolikšen je prispevek teh zvez k naraščanju debelosti, je treba še raziskati.

## Patofiziologija
Obstaja veliko patofizioloških mehanizmov, ki vplivajo na razvoj in obstoj debelosti. To področje raziskav je bilo skoraj nedotaknjeno do odkritja leptina leta 1994. Začenši s tem odkritjem je uspelo raziskovalcem razjasniti številne druge hormonske mehanizme, ki sodelujejo pri uravnavanju apetita in uživanja hrane, v vzorcih za nastanek in obstoj maščobnega tkiva in v razvoju odpornosti na inzulin. Po odkritju leptina so bili raziskani mnogi drugi posredniki kot so grelin, inzulin, oreksin, Pyy 3-36, holecistokinin in adiponektin. Adipokini so mediatorji, ki jih ustvarja maščobno tkivo; njihovo delovanje naj bi vplivalo na mnoge bolezni, ki so povezane z debelostjo.
Za leptin in grelin menijo, da se v svojem vplivu na apetit dopolnjujeta; grelin, ki ga sintetizira želodec, naj bi kratkoročno moduliral nadzor nad tekom (t. j. da je oseba lačna, ko je želodec prazen, in da neha jesti, ko se želodec raztegne). Leptin se proizvaja v maščobnem tkivu, signalizira telesu njegove maščobne zaloge in posreduje pri nadzoru nad dolgoročnim apetitom (oseba je več, kadar so maščobne zaloge nizke in manj, ko so visoke). Čeprav je dajanje leptina v majhni podskupini debelih posameznikov učinkovito, se za večino debelih oseb, glede na to, da imajo visoko raven leptina, meni, da so na leptin odporne, kar naj bi bil eden od vzrokov za neučinkovitost terapije z leptini pri zaviranju apetita pri njih.
Čeprav se leptin in grelin tvorita na periferiji, nadzorujeta apetit s svojim vplivom na osrednje živčevje. Konkretno delujeta skupaj z drugimi hormoni za tek na hipotalamus, to je območje v možganih, ki je ključno pri regulaciji vnosa hrane in porabe energije. V hipotalamusu obstaja več krogotokov, ki prispevajo k njegovi vlogi glede apetita, pot za melanokortin je med njimi še najbolj raziskana. Krog se začne v arkuatnem jedru, to je območju hipotalamusa, in ki ima izhode v lateralni hipotalamus (LH) in ventromedialni hipotalamus (VMH),, ki sta centra za hranjenje in za sitost.
Arkuatno jedro vsebuje dve različni skupini nevronov. Prva skupina izraža tako nevropeptid Y (NPY) kot aguti-povezan peptid (AgRP) in ima stimulativne vhode v LH ter inhibitorne vhode v VMH. Druga skupina izraža pro-opiomelanokortin (POMC) in CART (»cocaine- and amphetamine-regulated transcript«) in ima stimulativne vhode v VMH in inhibitorne vhode v LH. Tako nevroni NPY/AgRP spodbujajo hranjenje in krnijo občutek sitosti, nevroni POMC/CART pa po drugi strani spodbujajo sitost in željo po hrani zavirajo. Leptin delno regulira obe skupini nevronov. Skupino NPY/AgRP zavira, obenem pa spodbuja skupino POMC/CART. Zato pomanjkljivosti v signalu leptina, bodisi zaradi pomanjkanja leptina ali zaradi odpornosti nanj, vodijo do prekomernega uživanja hrane pri nekaterih genetsko pogojenih ali pridobljenih oblikah debelosti.

## Javno zdravje
Svetovna zdravstvena organizacija (WHO) napoveduje, da utegne prekomerna telesna teža oziroma debelost kmalu postati najpomembnejši vzrok za slabo zdravje druge in prehiteti druge, bolj tradicionalne zdravstvene probleme, kot sta na primer podhranjenost in nalezljive bolezni. Debelost je zaradi svoje razširjenosti, stroškov in učinkov na zdravje problem javnega zdravja in politični problem. Delovna skupina za preventivne službe ZDA priporoča pregled za vse odrasle, nato pa vedenjske posege pri osebah, ki so predebele. Prizadevanja na področju javnega zdravja gredo v smeri razumevanja in odpravljanje okoljskih dejavnikov, ki so odgovorni za vse večjo razširjenost debelosti v populaciji. Rešitve se osredotočajo na spremembe v dejavnikih, ki povzročajo prekomeren vnos energije prek hrane in ki ovirajo telesno dejavnost. Prizadevanja vključujejo programe zveznega financiranja prehrane v šolah, omejitve pri neposrednem trženju slabe hrane otrokom ter zmanjšano dostopnost sladkanih pijač v šolah. Prizadevanja pri razvoju urbanih okolij gredo v smeri povečane dostopnost parkov in razvoja poti za pešce.
Številne države in skupine so objavile poročila, ki obravnavajo debelost. V letu 1998 so objavili prve Zvezne smernice ZDA, z naslovom »Klinične smernice za identifikacijo, ocenjevanje ter zdravljenje prekomerne telesne teže in debelosti pri odraslih: Poročilo o dokazih«. V letu 2006 je kanadska mreža za debelost objavila »Kanadske smernice za klinično prakso (CPG), o obravnavanju in preprečevanju debelosti pri odraslih in otrocih«. Ta celovita, na dokazih temelječa navodila obravnavajo pristop in preprečevanje prekomerne telesne teže in debelosti pri odraslih in otrocih.

### Evropa
Leta 2004 so britansko Združenje zdravnikov, Fakulteta za javno zdravje in Kraljevi kolidž za pediatrijo in zdravje otrok objavili poročilo »Problemi se nabirajo«, ki poudarja problem debelosti v Veliki Britaniji. Istega leta je Odbor za zdravje britanskega parlamenta objavil rezultate dotlej najbolj obsežne ankete o vplivu debelosti na zdravje in družbo v Veliki Britaniji ter odgovor nanje v obliki možnih pristopov k problemu. Leta 2006 je Državni inštitut za zdravje in kliniko (NICE) izdal smernice o diagnosticiranju in zdravljenju debelosti, vključno s političnimi implikacijami za nezdravstvene organizacije, kot so lokalne oblasti. Poročilo iz leta 2007, ki ga je izdelal sir Derek Wanless za Kraljevi sklad, opozarja, da lahko debelost finančno ohromi socialne službe države, če ta ne začne ukrepati. WHO je v svoji študiji leta 2015 objavil napoved o znatnem povečanju debelih v Evropi do leta 2030.
Preverja se celovite pristope, s katerimi naj bi se lotili naraščajočih ravni debelosti. Okvirna politična iniciativa proti debelosti vsebuje smernice za ukrepe »navzgor«, »na ravni« in »navzdol«. Smernice za ukrepe »navzgor« se tičejo potrebnih sprememb v družbi, pri smernicah »na ravni« gre za predloge, kako ustrezno spremeniti vedenje ljudi, pri smernicah »navzdol« pa za predloge, kako zdraviti trenutno ogrožene ljudi.

### Slovenija
V Sloveniji je od leta 2005 do 2010 potekalo izvajanje Resolucije o nacionalnem programu prehranske politike ter od leta 2007 do 2012 Strategija Vlade RS na področju spodbujanja telesne (gibalne) dejavnosti za krepitev zdravja. Temeljni cilji so bili zagotavljanje varne hrane vzdolž celotne živilske verige, vzpostavljanje, ohranjanje in krepitev zdravih prehranjevalnih navad ter zagotavljanje zadostne preskrbljenosti prebivalstva s kakovostno in zdravju koristno hrano, pridelano na trajnostni način. Poleg tega so bile izdelane smernice zdravega prehranjevanja v vzgojno-izobraževalnih ustanovah za otroke in mladostnike v vrtcih, šolah in domovih, za bolnike v bolnišnicah ter oskrbovance v domovih za starejše ter smernice zdravega prehranjevanja za delavce v delovnih organizacijah. Leta 2011 je bil oblikovan novi Nacionalni program prehranske politike za obdobje od 2012 do 2021.
Glede na sliko desno je problem debelosti v Sloveniji regionalno zelo različno prisoten, prizadet je zlasti vzhodni del Slovenije.

## Zdravljenje
Glavno zdravilo za debelost sta dieta in telovadba. Dietni programi lahko vodijo kratkoročno do hujšanja, vendar pa je ohraniti tako znižano telesno težo  pogosto težko in pogosto zahteva, da telovadba in dieta na osnovi hrane z manj energije postaneta stalni del življenjskega sloga prizadete osebe. Dolgoročno je uspešnost znižanja teže zaradi sprememb v življenjskem slogu nizka, in sicer znaša 2-20 %. Spremembe v prehrani in v slogu življenja spremembe uspešno omejujejo prekomerno telesno težo zaradi nosečnosti in izboljšujejo rezultate tako za mater kot za otroka.
Nekaj časa je bilo na razpolago in odobreno za dolgotrajno uporabo le eno zdravilo, to je orlistat (Xenical). Izguba telesne teže pa je skromna, povprečno znaša 2,9 kg za čas 1 do 4 let in o tem, kako ta zdravila vplivajo na dolgoročne komplikacije zaradi debelosti, je le malo podatkov. Uporaba tega zdravila je povezana z visoko stopnjo gastrointestinalnih stranskih učinkov in obstajajo pomisleki glede njegovih negativnih učinkov na ledvice. V ZDA je bilo na voljo zdravilo lorkaserin, ki v EU ni nikoli pridobilo dovoljenja, leta 2020 pa so dovoljenje za promet umaknili tudi v ZDA. Lorkaserin (Belviq) je glede na podatke iz kliničnega preskušanja vodil po enem letu do povprečno 3,1 kg večje izgube teže (3 % telesne mase) kot pri placebu; bil pa je povezan s težavami s srčnimi zaklopkami. V ZDA, ne pa tudi v Evropi, je na voljo tudi kombinirano zdravilo fentermina in topiramata (Qsymia), ki je prav tako le delno učinkovito. Vendar pa je pri tem zdravilu možna povezava s težavami s srcem. Novejša zdravila iz skupine antidiabetikov, kot sta semaglutid in tirzepatid, so pri izgubi telesne teže zelo učinkovita.
Zelo učinkovita pri zdravljenju debelosti je tudi bariatrična kirurgija. Kirurgija pri hudi debelosti vodi do dolgoročne izgube teže in zmanjšane splošne umrljivosti. Ena od študij je v primerjavi s standardnimi ukrepi hujšanja ugotovila izgubo teže med 14 % in 25 % (odvisno od vrste opravljenega posega) po 10 letih, in zmanjšanje za 29 % pri vseh vzrokih umrljivosti. Vendar pa zaradi stroškov in tveganja zapletov raziskovalci iščejo druge učinkovite in manj invazivne načine zdravljenja.

## Epidemiologija
| <5% 5–10% 10–15% | 15–20% 20–25% 25–30% | 30–35% 35–40% 40–45% | 45–50% 50–55% >55% |

Pred 20. stoletjem je bila debelost redek pojav; leta 1997 je WHO formalno priznala, da debelost predstavlja svetovno epidemijo. Leta 2008 je Svetovna zdravstvena organizacija ocenila, da je vsaj 500 milijonov odraslih (več kot 10 %), debelih, z višjimi stopnjami med ženskami kot med moškimi. Stopnja debelosti se povečuje tudi s starostjo, vsaj do starosti 50 ali 60 let in huda debelost v Združenih državah Amerike, Avstraliji in Kanadi narašča hitreje od povprečne debelosti.
Raziskavi, opravljeni v letih 2001 in 2004, sta pokazali, da je Slovenija že sredi epidemije prekomerne telesne teže in debelosti. Prekomerno telesno težo ima 55,1 % Slovencev, 15,1 % pa jih je debelih. Debelost je pogostejša pri moških, pri starostni skupini 55-59 let ter pri osebah z nižjo stopnjo dosežene izobrazbe, predvsem z nedokončano osnovno šolo. Delež debelih je nekoliko večji na podeželju, glede na zdravstveno regijo pa v južni in vzhodni Sloveniji.
Debelost je bila nekoč problem samo v državah z visokimi dohodki, vendar pogostnost debelosti narašča po vsem svetu in prizadeva tako razvit kot tudi razvijajoč se svet. Ta porast je najbolj dramatičen v urbanih okoljih. Edino območje na svetu, kjer debelost še ni pogosta, je podsaharska Afrika.

## Zgodovina

### Etimologija
Latinski izraz za debelost je obesitas, iz katerega izvira tudi angleška beseda obesity. Koren latinskega imena za debelost  »obesitas«  pomeni »zavaljen, debelušen«. »Esus« je pretekli particip glagola »edere« (jesti), predpona »ob« (pre-) nakazuje preobješčnost. Oxfordski slovar angleščine omenja izraz prvič leta 1611.

### Zgodovinski trendi
Grki so kot prvi v debelosti videli motnjo zdravja. Hipokrat je zapisal, da »zajetnost ni le bolezen sama po sebi, temveč tudi glasnik drugih bolezni«. Indijski kirurg Sushruta (6. stoletje pr. n. št.) je debelost povezal s sladkorno boleznijo in srčnimi boleznimi. Predlagal je fizično delo kot zdravilo za bolezen in njene stranske učinke. Večino svoje zgodovine se je človeštvo spopadalo s pomanjkanjem hrane. Debelost je tako zgodovinsko gledano pomenila znak bogastva in blaginje. Pogosta je bila med visokimi uradniki v Evropi v srednjem veku in v renesansi kot tudi v starodavnih vzhodnoazijskih civilizacijah.
Z nastopom industrijske revolucije so narodi spoznali, da je njihova vojaška in gospodarska moč odvisna od telesne velikosti in moči njihovih vojakov in delavcev. Dvig povprečne telesne mase od ravni, ki jo dandanes štejemo za podhranjeno, na raven, ki zdaj predstavlja normalno območje, je igral pomembno vlogo pri razvoju industrijskih družb. Tako višina kot teža sta se v 19. stoletju v razvitem svetu povečali. V 20. stoletju, ko je prebivalstvo doseglo genetski potencial za višino, je teža začela naraščati hitreje kot višina, kar je vodilo v debelost. Leta 1950 je povečano blagostanje v razvitem svetu zmanjšalo umrljivost otrok, vendar so zaradi povečane telesne teže bolezni srca in bolezni postale pogostejše. V tem času so zavarovalnice dognale povezavo med težo in pričakovano življenjsko dobo in za prekomerno telesno težo zvišale premije.
Mnoge kulture so skozi zgodovino debelost jemale kot posledico pomanjkljivega značaja. Obesus ali debeluh v grški komediji je bil požrešnež in žrtev posmeha. Za krščanstvo je hrana predstavljala vrata v greha lenobe in pohote. V sodobni zahodni kulturi se prekomerna teža pogosto obravnava kot neprivlačna in debelost je pogosto povezana z vsemogočimi negativnimi stereotipi. Ljudje vseh starosti lahko postanejo žrtev družbene stigmatizacije, tarča nasilja ali izločevanja iz okolja vrstnikov. Debelost je ponovno razlog za diskriminacijo.
Vtis javnosti v zahodni družbi glede zdrave telesne teže se od teže, ki se šteje kot idealna, razlikuje - in tako ena kot druga sta se od začetka 20. stoletja spremenili. Teža, ki se šteje kot idealna, se je od 1920 dalje nižala. To je razvidno iz dejstva, da je povprečna višina zmagovalk za Miss Amerike povečala za 2 % med 1922 in 1999, njihova povprečna teža pa je v istem obdobju padla za 12 %. Po drugi strani so se stališča ljudi glede zdrave telesne teže premaknila v nasprotni smeri. V Veliki Britaniji je bila v letu 2007 teža, ki jo ljudje imajo za prekomerno, bistveno višja kot v letu 1999. Te spremembe so verjetno posledica večje pogostnosti zamaščenosti, zaradi česar se dodatno telesno zamaščenost jemlje kot nekaj običajnega.
Debelost je še vedno videti kot znak bogastva in blaginje v mnogih delih Afrike. To je postalo še posebej običajno po pojavu epidemije HIV.

### Umetnost
Prve kiparske upodobitve človeškega telesa pred 20.000-35.000 leti prikazujejo debele ženske. Nekateri pripisujejo kipce Venere težnji poudariti plodnost, medtem ko drugi menijo, da predstavljajo »debelost« pri ljudeh tistega časa. Rejenosti pa tako grška kot rimska umetnost ne poznata, verjetno v skladu z njunimi ideali o zmernosti. To se je nadaljevalo skozi velik del krščanske evropske zgodovine, saj se je kot debele upodabljalo samo ljudi z nizkim socialno-ekonomskim statusom.
Med renesanso so se zgornji razredi začeli gizdati z razkazovanjem velikosti, kot je lahko videti v portretih Henrika VIII. in Alessandra del Borra. Rubens (1577-1640) je v svojih slikah redno upodabljal okrogle ženske. Za te ženske pa so še vedno značilna telesa v obliki »peščene ure«, ki velja za znak plodnosti. V 19. stoletju se je mnenje glede debelosti v zahodnem svetu spremenilo. Po stoletjih, ko je debelost bila sinonim za bogastvo in družbeni status, je vitkost začela postajati zaželeni standard.

## Družba in kultura

### Gospodarski učinek
Debelost ima, poleg vplivov na zdravje, tudi gospodarske učinke, kot so zapostavljanje pri zaposlovanju in povečani stroški poslovanja. Ti učinki se občutijo na vseh ravneh družbe, od posameznika prek podjetij do vlad.
Ocena za zdravstvene stroške zaradi debelosti v ZDA v letu 2005 znaša 190,2 milijarde dolarjev, kar predstavlja 20,6 % vseh izdatkov za zdravstvo, v Kanadi pa znaša ocena 2 milijardi kanadskih dolarjev v letu 1997 (to je 2,4 % celotnih zdravstvenih stroškov). Skupni letni neposredni stroški zaradi prekomerne telesne teže in debelosti so v Avstraliji leta 2005 znašali 21 milijard avstralskih dolarjev. Avstralci s prekomerno telesno težo in debelostjo so prejeli tudi 35,6 milijarde USD v obliki vladnih subvencij. Ocena za letne izdatke za dietetične izdelke znaša samo v ZDA 40 do 100 milijard dolarjev.
Za programe za preprečevanje debelosti je dokazano, da zmanjšujejo stroške zdravljenja z debelostjo povezanih bolezni. Vendar pa, čim dlje ljudje živijo, tem večji so s tem povezani zdravstveni stroški. Raziskovalci zato sklepajo, da lahko zmanjševanje debelosti izboljša nivo javnega zdravja, vendar pa je malo verjetno, da se bodo zaradi tega zdravstveni stroški zmanjšali.
Debelost lahko vodi do družbene stigmatizacije in težav pri iskanju dela. V primerjavi s kolegi z normalno težo imajo debeli delavci v povprečju višjo stopnjo odsotnosti z dela in jemljejo več bolniškega dopusta, kar povečuje stroške za delodajalce in zmanjšuje produktivnost. Študija zaposlenih na Univerzi Duke je pokazala, da so ljudje z ITM nad 40 kg/m2 vložili dvakrat več odškodninskih zahtevkov kot zaposleni z ITM 18,5-24,9 kg/m2. Imeli so tudi več kot 12-krat več izgubljenih delovnih dni. Najpogostejše poškodbe v tej skupini so bile zaradi padcev in dviganja, kar vpliva na spodnje okončine, zapestja ali roke in na hrbet. Socialno zavarovanje zvezne države Alabama je odobrilo sporen načrt, po katerem se debelim delavcem zaračunava mesečno dodatno 25 dolarjev, v kolikor se ne odločijo za korake, ki pomagajo shujšati in njihovo zdravje izboljšati. Ti ukrepi so začeli veljati januarja 2010 in veljajo za državne uslužbence, katerih ITM presega 35 kg/m2 in ki jim v enem letu svojega zdravja ni uspelo popraviti.
Nekatere raziskave kažejo, da imajo debeli ljudje manjšo možnost zaposlitve in da je zanje tudi napredovanje v službi manj verjetno. Debeli ljudje so za enakovredno delo tudi slabše plačani od svojih sodelavcev, ki niso debeli; debele ženske v povprečju zaslužijo 6 % in debeli moški 3 % manj.
Podjetja v specifičnih panogah, kot so letalski prevozniki, zdravstvena in živilska podjetja, imajo še dodatne pomisleke. Zaradi naraščajoče debelosti se letalski prevozniki spopadajo z višjimi stroški goriva in s pritiski, da bi povečali širino sedežev. Leta 2000 je dodatna teža debelih potnikov letalske družbe v ZDA stala 275 milijonov dolarjev. Zdravstvo je bilo prisiljeno vlagati v posebne objekte za hudo debele bolnike, vključno s posebno opremo za dvigovanje in bariatrične rešilce. Stroški za restavracije se povečujejo zaradi obtožb, da so vzrok za debelost. Leta 2005 je ameriški kongres obravnaval zakonodajo, ki naj bi preprečila civilne tožbe v zvezi z debelostjo proti živilski industriji; predloga zakona niso sprejeli.
Ameriško zdravstveno združenje je leta 2013 uvrstilo debelost med kronične bolezni, prevladovalo je mnenje, da bodo zdravstvene zavarovalnice raje plačale zdravljenje debelosti, svetovanje in kirurgijo ter da bi morali stroški za raziskave in razvoj zdravil ter gensko zdravljenje biti bolj dostopni, če zavarovalnice te stroške pomagajo subvencionirati. Ta razvrstitev ni pravno zavezujoča, tako da imajo zdravstvene zavarovalnice še vedno pravico, da kritje za zdravljenje ali postopek zavrnejo.

### Sprejemljivost velikosti
Glavni cilj gibanja za sprejemljivost velikosti je zmanjšati diskriminacijo ljudi s prekomerno telesno težo in debelostjo. Vendar pa nekateri v gibanju skušajo izpodbijati že ugotovljene odvisnosti med debelostjo in negativnimi rezultati za zdravje.
Obstajajo številne organizacije, ki sprejemljivost debelosti spodbujajo. V ospredje so prišle v drugi polovici 20. stoletja. Ameriško nacionalno združenje za družbeno podporo debelih (NAAFA - National Association to Advance Fat Acceptance) je bilo ustanovljeno leta 1969 s ciljem, da se kot organizacija za državljanske pravice bori proti diskriminaciji zaradi velikosti. Vendar pa aktivizem debelih ostaja obrobno gibanje.
Mednarodna zveza za sprejemljivost velikosti (International Size Acceptance Association - ISAA) je nevladna organizacija, ki so jo ustanovili leta 1997. Ima bolj globalno usmeritev in kot svoje poslanstvo navaja spodbujanje k večji sprejemljivosti in pomoč pri odpravljanju diskriminacije na podlagi teže. Te skupine se pogosto zavzemajo za to, da se v ZDA debelost po Zveznem invalidskem zakonu (Americans With Disabilities Act - ADA) prizna kot invalidnost. Ameriški pravni sistem pa se je odločil, da potencialni stroški javnih zdravstvenih storitev presegajo koristi zaradi razširitve te protidiskriminacijske zakonodaje na debelost.

## Debelost pri otrocih
Zdrav razpon ITM se glede na starost in spol otroka spreminja. Debelost pri otrocih in mladostnikih je opredeljena kot ITM nad 95. percentilom. Referenčni podatki, na katerih temeljijo ti percentili, izvirajo iz let 1963-1994, tako da zaradi povečanja teže v zadnjem času niso prizadeti. Debelost pri otrocih je v 21. stoletju dosegla epidemične razsežnosti, njena pogostnost narašča tako v razvitem in nerazvitem svetu. Pogostnost debelosti pri kanadskih fantih se je povečala z 11 % v letu 1980 na več kot 30 % v letu 1990, pri brazilskih otrocih pa v istem obdobju s  4 % na 14 %. V Sloveniji je delež prekomerno prehranjenih in debelih otrok blizu vrha med državami Evropske unije, kar povezujejo z neprimerno prehrano, predvsem količino zaužitih sladkih pijač. Rast deleža prekomerno prehranjenih in debelih otrok naj bi se po zadnjih podatkih (2013) sicer začela ustavljati.
Kot pri odraslih tudi pri otrocih veliko različnih dejavnikov prispeva k rasti stopnje debelosti. Spremembe v prehrani in zmanjšana telesna aktivnost sta najbolj pomembna vzroka za nedavno zvišanje trendov. Ker se debelost pri otrocih pogosto nadaljuje v odraslo dobo in je povezana s številnimi kroničnimi boleznimi, se predebele otroke pogosto testira za visok krvni tlak, sladkorno bolezen, hiperlipidemijo in zamaščenost jeter. Podobne ugotovitve veljajo tudi za Slovenijo, kjer prihaja do paradoksa, saj so prekomerno debeli zelo seznanjeni z možnimi posledicami svojega stanja, vendar ne ukrepajo. Zdravljenje pri otrocih pomeni predvsem posege v življenjski slog in vedenjske tehnike, čeprav so prizadevanja za večjo aktivnost pri otrocih imela le malo uspeha. Tako npr. je v Sloveniji ogrožena zlasti populacija dečkov, saj se (tudi zaradi debelosti) zmanjšuje razlika v gibalni sposobnosti med dečki in deklicami. V Združenih državah Amerike FDA zdravil za uporabo v tej starostni skupini ni odobrila.

## Druge živali
Debelost pri hišnih ljubljenčkih je pogosta v mnogih državah. Pogostnost prekomerne telesne teže in debelosti znaša pri psih v ZDA 23-41 %, od katerih je približno 5,1 % debelih. Pogostnost debelosti pri mačkah je bila nekoliko višja in je znašala 6,4 %. V Avstraliji so ugotovili, da je 7,6 % psov v veterinarskem okolju debelih. Verjetnost za debelost pri psih korelira s težo njihovih lastnikov; podobne korelacije pri mačkah in njih lastnikih ni ugotoviti.